# (16399) Grokhovsky
(16399) Grokhovsky est un astéroïde de la ceinture principale.

## Description
(16399) Grokhovsky est un astéroïde de la ceinture principale. Il fut découvert le 14 septembre 1983 à la station Anderson Mesa par Edward L. G. Bowell. Il présente une orbite caractérisée par un demi-grand axe de 2,63 UA, une excentricité de 0,26 et une inclinaison de 7,3° par rapport à l'écliptique.

## Compléments